# Шнаус, Ульрих
Ульрих Шнаус (нем. Ulrich Schnauss) — электронный музыкант и музыкальный продюсер из Германии.

## Биография

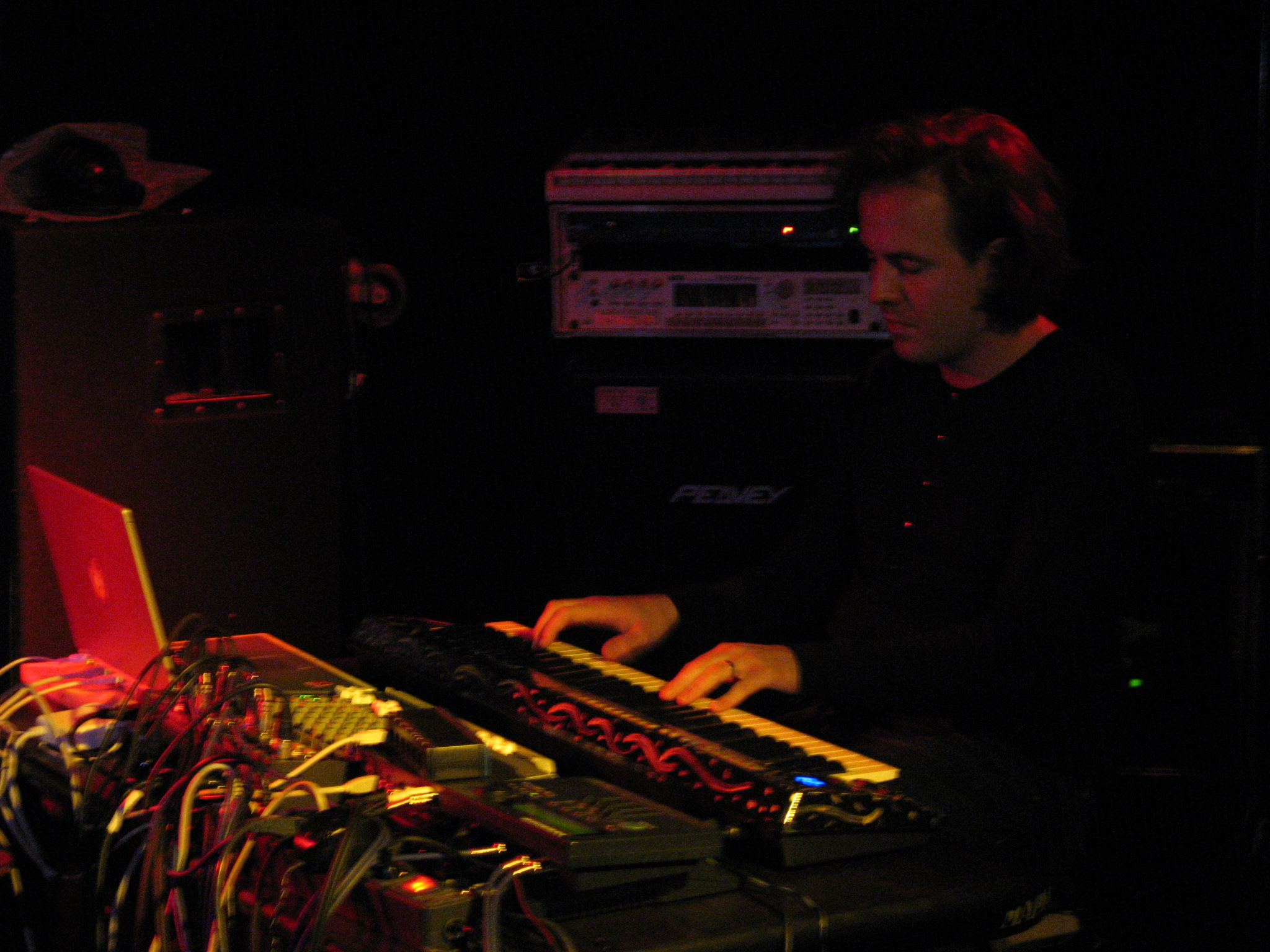
Live in London

Ульрих Шнаус родился в городе Киле на севере Германии в 1977 году.
Музыкальная деятельность Ульриха началась под псевдонимами View to the Future и Ethereal 77.
Его первый альбом Far Away Trains Passing By был выпущен в Европе в 2001, и в Соединенных Штатах в 2005.
Его следующий альбом A Strangely Isolated Place был выпущен в 2003.
Его третий альбом, Goodbye был фактически завершен в начале 2007. Он был выпущен в Европе лейблом Independiente Records, 25 июня 2007 года.

## Псевдонимы и группы
- Ulrich Schnauss
- Ethereal 77
- View to the Future
- Hexaquart
- Police in Cars with Headphones
- Hair (with Alex Krueger)
- Long-view (Keyboardist)

## Дискография

### Релизы
- As Ulrich Schnauss:
  - 2001 — Far Away Trains Passing By;
  - 2003 — A Strangely Isolated Place;
  - 2007 — Goodbye;
  - 2013 — A Long Way To Fall.

### Ремиксы
- как Ulrich Schnauss
  - Port-Royal — Stimmung (Resonant Recordings)
  - The High Violets — «Chinese Letter» (Reverb Records)
  - Howling Bells — Setting Sun (Bella Union)
  - Johannes Schmoelling — Icewalk (Viktoriapark — Collaboration With Robert Wässer)
  - Hrk — Love World (Joint Records)
  - Obscure Celebrities — Fahreinheit (Gooom Disques)
  - I'm Not a Gun — Make Sense & Loose (City Centre Offices)
  - Airiel — Sugar Crystals (Highwheel)
  - Justin Robertson — Love Movement (Bugged Out)
  - Mojave 3 — Bluebird of Happiness (4ad)
  - Long-view — Can’t Explain (14th Floor Rec)
  - Long-view — Will You Wait Here (14th Floor Rec)
  - Pete Lawrence — Musical Box (Big Chill)
  - Sia — Breathe Me (Go Beat)
  - Depeche Mode — Little 15 (Reprise/Mute)
  - The Zephyrs — Stand Round Hold Hands (Club Ac30)
  - Rachel Goswell — Coastline (4AD)
  - Mark Gardener — The Story of The Eye (Sonic Cathedral)
  - Asobi Seksu — Strawberries (One Little Indian)
  - A Sunny Day in Glasgow — Ghost in the Graveyard (Ruined Potential Records)
  - St. Savor — Mysterious Russian Souls (Sudbeat Records)
  - Celldweller — Awakening With You (FiXT)
- как View to the Future
  - Korsakow & Nudge (Usm)
- как Hexaquart
  - Daniel Lodig — Connect (Müller)
  - Beroshima — Electronic Discussion (Müller)